# مرزکی
مرزکی (به چکی: Mrzky) یک منطقهٔ مسکونی در جمهوری چک است که در ناحیه کولین واقع شده‌است. مرزکی ۲٫۸۶ کیلومتر مربع مساحت و ۱۴۵ نفر جمعیت دارد.